# 水星影业
水星影业 （英語：Mercury Filmworks）是一家加拿大独立動畫工作室，其总部设于加拿大安大略省渥太华。该工作室最初由现任首席执行官克林特·埃兰（Clint Eland）于1997年创立。
该工作室曾为迪士尼、Netflix、亞馬遜米高梅工作室和华纳兄弟等多家公司制作电视系列动画片和故事片。近年来的项目包括《Kid Cosmic》、《Centaurworld》、《The Wonderful World of Mickey Mouse》和 《幽灵与莫莉·麦琪》。该工作室曾多次获得艾美奖，在最近一次是凭借而获奖。
该工作室在渥太华拥有340多名员工，并继续保持稳步增长。 2020 年，该公司被《渥太华商业杂志》评为渥太华最佳办事处之一。